# Gerald Gibbs
Pour les articles homonymes, voir Gibbs.
Gerald Ernest Gibbs, né à Richmond upon Thames (Londres) le 7 novembre 1907 et mort à Londres-Westminster le 23 janvier 1990 , est un directeur de la photographie britannique.

## Filmographie partielle
- 1949 : Whisky à gogo ! (Whisky Galore!) d'Alexander Mackendrick
- 1949 : Alice au pays des merveilles de Marc Maurette, Dallas Bower, Louis Bunin
- 1951 : Night Was Our Friend de Michael Anderson
- 1955 : La colline 24 ne répond plus (Giv'a 24 Eina Ona), de Thorold Dickinson
- 1956 : X l'Inconnu (X the Unknown) de Leslie Norman
- 1957 : At the Stroke of Nine de Lance Comfort
- 1957 : La Marque ou Terre contre satellite (Quatermass 2), de Val Guest
- 1959 : This Other Eden de Muriel Box
- 1960 : Too Young to Love de Muriel Box
- 1961 : The Webster Boy de Don Chaffey
- 1962 : La Blonde de la station 6 (Station Six-Sahara) de Seth Holt
- 1964 : The Leather Boys de Sidney J. Furie
- 1964 : La Poupée diabolique (Devil Doll) de Lindsay Shonteff

## Prix et honneurs
- 17e cérémonie des British Academy Film Awards : nomination pour le British Academy Film Award  de la meilleure photographie britannique en noir et blanc pour La Blonde de la station 6 (Station Six-Sahara)